# Kaikaus II
Kaikaus II o Kay Kâwus (árabe/en persa: عز الدين كيكاوس بن كيخسرو‎ - Izz al-Dīn Kaykā'ũs bin Kaykhusraw; en turco: II. Izzeddin Keykavus) fue un sultán selyúcida del Sultanato de Rum.

## Historia
Nacido hacia 1234/35 Kaykaus era el mayor de los hijos de Kaikosru II y de su primera esposa, una griega hija de un pope.
Tras  la batalla de Köse Dağ, 1243, los Selyúcidas del sultanato de Rum eran vasallos de los mongoles Hulágidas.
Al morir en 1246, su padre Kaikosru II deja  tres hijos de madres diferentes, los tres menores, bajo la tutela de los visires.
- Kay Kâwus es el mayor y no llega a trece años.
- Kilidj Arslan, nacido hacia 1236/37, es el hijo de la esposa turca de Kay Khusraw.
- Kaykubad, nacido hacia 1239/40, es el hijo de la tercera esposa y favorita  Gürcü Hatun (o Thamar, hija de la reina Rusudan de Georgia y nieta de Toghrul II). Es él el que Kay Kaikosru II ha designado como sucesor.

El visir Shams ad-Dîn al-Isphanî toma el partido de Kay Kawus y se casa con su madre. Pero no puede impedir a  Kılıç Arslân que vaya al encuentro del nuevo Gran Khan Güyük al ser proclamado como tal.
Kilidj Arslan consigue que el sultanato sea dividido en dos partes separadas por el río Kizil-Irmak, el oeste para  Kay Kawus con Konya como capital, y el este para Kılıç Arslân con Sivas como capital. Pero la noticia de la muerte de Güyük y el nombramiento de su sucesor Möngke inquieta a los emires turcos y el visir Jalal ad-Din Qaratay (en turco: Celaddin Karatay) consigue un acuerdo, aprobado por los mongoles (1248). El sultanato  es dividido en tres:
- Kay Kâwus en Konya.
- Kilidj Arslan en Sivas.
- Kaykubad, en [Malatya]].

Shams ad-Dîn al-Isphanî, el antiguo visir de Kaikosru II es encargado de gobernar el triunvirato, lo que le otorgaba el poder efectivo.
En 1249, Shams ad-Dîn al-Isphanî es arrestado y asesinado. En 1254, el visir Jalal ad-Din Qaratay muere.
En 1256,  Miguel Paleólogo en guerra con Miguel de Epiro se refugia con Kay Kâwus, y luego regresa a Nicea en 1258 y se corona emperador en 1259).
El Khan mongol Möngke convoca a  Kay Kâwus, que envía a su hermano menor, Kaikubad cargado de ricos presentes para el Khan. Durante el viaje Kaikubad es asesinado en Erzurum. Möngke ordena una investigación sobre la muerte que no llega a nada. Pero el general mongol Baiju derrota a Kaikaus II cerca de Aksaray en octubre de 1256.
En 1258, los mongoles exigen a los dos príncipes selyúcidas que les asistan en su campaña de conquista de Siria y de la toma de  Bagdad y el fin del  califato abasí.
En julio de 1261, tras haber tomado Constantinopla, Miguel Paleólogo se convierte en el nuevo emperador bizantino. Envuelto en las maniobras de Mu‘in ad-Dîn Suleyman, Kay Kâwus le ofrece ayuda contara los mongoles; pero estos deponen a  Kay Kâwus, le aprisionan y le exilan. Kılıj Arslan queda como único sultán selyúcida con su visir Mu`in ad-Dîn Suleyman.
Según otra versión, Kay Kâwus habría entrado en negociaciones con los mamelucos de Egipto para luchar contra los mongoles, que por eso le deponen en 1261.
Tras su destitución, se refugió en territorio bizantino. En 1269/70 tuvo que exiliarse con su familia a  Crimea,  a la corte del  khan de la Horda de Oro Mengü Temür donde se casó con una mongola y murió hacia 1278 o 1280.
Incluso exiliado, Kaykaus continuó siendo popular entre los turcos de Anatolia. El  visir Fakhr al-Din Ali fue preso en 1271 simplemente por tener correspondencia con él. Fue de Kaykaus que el Karamánida Mehmet Bey buscó  ayuda, en 1276, en su insurrección contra los mongoles, colocando a un impostor (Jimri), como líder de la revuelta. Kaykaus posteriormente envió diversos hijos da Crimea como pretendientes al trono, Masud II, acabó consiguiéndolo en  1284.
Durante el  período otomano, Sheikh Bedreddin, alegó  ser descendiente de Kaykaus II.

## Descendencia
Kay Kâwus tuvo tres hijos:
- Ghiyâth al-Dîn Mas`ûd II sultán en 1284 tras la muerte  de  Ghiyâth ad-Dîn Kay Khusraw y la eliminación de los hijos de este.
- Farâmarz (o Faramuz) cuyo hijo `Alâ’ al-Dîn Kay Qubâdh III sucedió a Mas`ûd en 1295.
- Siyavuş que desembarcó en  Sinope fue hecho prisionero en  Amasya (1280).Huido a Siria en  1299 fue finalmente capturado y muerto al año siguiente.

## Monumentos
Durante su reinado se construyeron numerosos  monumentos. Los barrios selyúcidas  de Konya, de Kayseri y de Antalya;  en particular  el puente de Tokat es construido por el visir Jalal ad-Din Qaratay, el complejo Sahip Ata en Konya construido en 1258, por lel arquitecto  Abdulla ben Kelük por orden  de Sahip Ata visir de Kay Kâwus II. Es la más antigua mezquita de pilares de madera que se conserva en  Turquía.
La construcción de caravanserais:
- Ak han Ak han (El caravanserai blanco por su fachada de mármol blanco tomado de las ruinas de Laodicea del Licos), llamado también  Goncali han construido durante el reinado de Kay Kâwus II en 1253/54 en  la provincia de Denizli,[7]
- Obruk han Obruk han construido entre 1230 y 1250 en la provincia de Konya,[8]
- Horozlu han Horozlu han, Ruzapa, Orozlu o Rube han construido alrededor de 1249 durante el reinado de Kay Kâwus II en la provincia de Konya,[9]
- Sarı han Sarı han (El caravanserai amarillo) construido alrededor de 1249 durante el reinado de Kay Kâwus II en la provincia de Nevşehir,[10]
- Sahip Ata han Sahip Ata han o Işakli han un caravanserai construido por Sahip Ata, visir de Kay Kâwus II, en 1249/50 en la provincia de Afyon.[11]